# Suicideboys
Suicideboys (zapis stylizowany: $uicideboy$) – amerykańska grupa muzyczna wykonująca kombinację różnych gatunków muzycznych wywodzących się z hip-hopu. Została założona w 2014 r. w Nowym Orleanie przez dwójkę kuzynów, Aristosa Petrou „Ruby da Cherry” oraz Scotta Arceneaux Jr „Scrim”. Prowadzą własną wytwórnię, G*59 Records, natomiast ich muzyka jest dystrybuowana przez Caroline Distribution.
Duet jest uważany za jeden z najpopularniejszych w amerykańskiej podziemnej scenie rapowej, posiadający nawet własny kult. Po kilku latach wydawania wyłącznie EP i mixtape'ów, ich debiutancki album I Want to Die in New Orleans został wydany 7 września 2018 r. Bardzo dobrze radził sobie komercyjnie, co poskutkowało znalezieniem się w pierwszej dziesiątce na amerykańskiej liście Billboard 200. W maju 2019 r. wydali wspólną, sześciościeżkową EP z perkusistą Blink-182, Travisem Barkerem, zatytułowaną Live Fast, Die Whenever. W roli głównej pojawił się także gitarzysta Korn, James Shaffer.
Nazwa zespołu ma pochodzić od obietnicy, którą kuzyni złożyli razem: jeśli nie odniosą sukcesu w przemyśle muzycznym, razem popełnią samobójstwo.

## Kariera muzyczna
Pierwszy wspólny projekt duetu to składający się z trzech utworów minialbum zatytułowany Kill Yourself Part I: The Suicide Saga, została wydana w czerwcu 2014 r. na platformach SoundCloud i Bandcamp. Projekt zwrócił uwagę znanego undergroundowego rapera, Bonesa, doprowadzając do ich współpracy. W kolejnych miesiącach duet wydał kolejne dziewięć wersji serii minialbumów Kill Yourself. Po wielu EP nagranych z innym undergroundowym artystą, Black Smurfem, ich pierwszy pełnometrażowy projekt zatytułowany Gray/Grey został wydany 3 marca 2015 roku.
Przełom dla Suicideboys nastąpił wraz z wydaniem w 2015 r. South Side Suicide, powstałej we współpracy z uznanym raperem z południowej części Florydy, Pouyą, dzięki czemu duet znalazł się w centrum uwagi podziemnego rapu. Od października 2018 r. taśma zyskała ponad 75 milionów odtworzeń na samej platformie streamingowej SoundCloud. Pierwszy wypad duetu na mainstreamowe listy przebojów nastąpił wraz z wydaniem Radical Suicide latem 2016 r. Ta pięciościeżkowa EP, wyprodukowana przez muzyka EDM, Gettera, osiągnęła 17. miejsce na liście Billboard Rap.
7 września 2018 r. ukazał się ich debiutancki album studyjny I Want to Die in New Orleans. W oświadczeniu opublikowanym na oficjalnym koncie duetu na Instagramie dowiadujemy się, że: „Zaczęliśmy nagrywać ten album na początku 2017 roku. Początkowo chcieliśmy opisać nasze doświadczenia w trasie i wyrazić, jak nasze życie stało się nieco bardziej ekstrawaganckie”.
Od grudnia 2022 r. Ich najczęściej oglądanym teledyskiem na platformie YouTube jest piosenka „Paris”, która osiągnęła ponad 172 miliony wyświetleń. „Paris” dodatkowo otrzymał certyfikat złota. Piosenką z największą liczbą odtworzeń na ich Spotify jest ...And to Those I Love, Thanks for Sticking Around (770 milionów). Duet znalazł się również na liście Billboard zatytułowanej „Billboard Dance's 15 Artists to Watch in 2017”.
Pod koniec 2018 r. pojawiła się plotka, że grupa rozpadła się po serii tweetów. Szybko jednak wyjaśnili, że tweety dotyczyły „osobistych problemów”, z którymi boryka się Arceneaux, i że w rzeczywistości wcale się nie rozpadli.
W maju 2019 r. grupa położyła kres tej plotce wraz z wydaniem ich sześciościeżkowego EP Live Fast, Die Whenever we współpracy z perkusistą Blink-182 Travisem Barkerem i czołowym udziałem gitarzysty Korn, Jamesa Shaffera.
W lipcu 2019 duet rozpoczął swoją pierwszą ogólnokrajową trasę koncertową „Grey Day Tour”, z gośćmi takimi jak; Germ, City Morgue, Trash Talk, Denzel Curry, Shoreline Mafia, Night Lovell, Pouya i Turnstile. Trasa rozpoczęła się występem 24 lipca 2019 r. W WaMu Theatre w Seattle w stanie Waszyngton, a zakończyła się 23 sierpnia 2019 r. po koncercie w Shrine Expo Hall w Los Angeles w Kalifornii.
W sierpniu 2021 roku, po ponad rocznej przerwie, duet wydał swój drugi album studyjny Long Term Effects of Suffering. Album został dobrze przyjęty przez ich fanów, wywołując jednocześnie podziały w mediach społecznościowych. Tuż po wydaniu albumu duet rozpoczął trasę Gray Day Tour 2021 wraz z innymi członkami G*59.
W listopadzie 2021 roku duet otrzymał swój pierwszy platynowy certyfikat RIAA, ponieważ ich przebój „… And to Those I Love, Thanks for Sticking Around” osiągnął ponad milionową sprzedaż.
W lipcu 2022 roku wydany został trzeci album studyjny i 47 projekt duetu „Sing Me a Lullaby, My Sweet Temptation”, jego lista utworów i okładki zostały ogłoszone 2 czerwca 2022 roku za pośrednictwem posta na Instagramie opublikowanego przez obu raperów. Krążek uplasował się na 7 miejscu na liście Billboard 200.

### Projekty poboczne
Oprócz pracy jako Suicideboys, Petrou i Arceneaux wydawali sporadyczne piosenki osobno, w formie solowej, a także pracowali indywidualnie z innymi artystami.
Przed Suicideboys, Arceneaux był początkującym solowym artystą hip-hopowym, wydającym kilka mixtape'ów pod pseudonimem Scrim. Należą do nich Narcotics Anonymous, #DrugFlow2 i Patron Saint of Everything Totally Fucked, z których wszystkie zostały wydane przed utworzeniem grupy $uicideboy$ w 2014 roku. Arceneaux pracował również jako producent wewnętrzny dla Universal/Republic, produkując kilka piosenek dla różnych artystów, w tym jedną piosenkę, która odniosła komercyjny sukces.
Petrou wydał dwa solowe mixtape'y pod pseudonimem Oddy Nuff da Snow Leopard o nazwach Jefe Tape (2012) i Pluton (2014). Pluton zawierał pierwszą współpracę artystów Arceneaux i Petrou nad komercyjnym projektem w piosence "Smoke a Sack".

### Kontrowersje
Suicideboys spotykało się z ostrą krytyką głównych krytyków muzycznych za ich często szorstki i obraźliwy wizerunek, w tym ich nazwę, treść liryczną i zachowanie. Wiele ich piosenek zawiera motywy i insynuacje związane z kultem diabła; jednakże, jak twierdzi Arceneaux w wywiadzie z Adamem Grandmaisonem, użycie przez nich satanistycznych obrazów jest po prostu metonimią negatywnych skutków pieniędzy, narkotyków i innych przedmiotów, które mogą manipulować ludźmi.
Scrim jest byłym narkomanem uzależnionym od opioidów, twierdząc w wywiadzie dla No Jumper, że byłby w stanie zwabiać ludzi do siebie na Craigslist, aby ich okraść tylko po to, by nakarmić swój nałóg. Będąc regularnym użytkownikiem między innymi heroiny, hydrokodonu i oksykodonu, Arceneaux jest całkowicie trzeźwy od wszystkich substancji od lipca 2019 roku.
Duet jest znany z samplowania grupy Three 6 Mafia i innych raperów z Memphis. Używanie przez dwóch raperów nie tylko sampli, ale i podobnego flow, tematyki tekstów, czy tytułów utworów doprowadziło do oskarżeń o plagiat. Juicy J, członek wyżej wspomnianej grupy na początku chętnie współpracował z duetem, natomiast później razem z Dj Paulem postanowił pozwać dwóch artystów z Nowego Orleanu.
We wrześniu 2016 roku kanadyjski DJ i producent muzyczny Deadmau5 oskarżył duet o naruszenie praw autorskich po sukcesie ich piosenki „Antarctica” (pochodzącej z 2016 roku z EP o nazwie Dark Side of the Clouds). Piosenka zawierała sampel pochodzący z jednej z piosenek Deadmau5 o nazwie "I remember". $uicideboy$ wycofało piosenkę z platform YouTube oraz SoundCloud.

## Styl muzyczny
Muzyka Suicideboys skupia się na różnych podgatunkach rapu; niektóre piosenki mają melancholijne tony z liryczną treścią, która koncentruje się na takich tematach, jak depresja i myśli samobójcze (tematy te nie są szeroko eksponowane w ogólnej muzyce hip-hopowej), inne zaś są bardzo agresywne, z motywami przemocy i treściami seksualnymi. Część muzyki opiera się na ich życiu z okresu dorastania w Nowym Orleanie; Tytuły piosenek, takie jak „Audubon”, „Tulane”, „Elysian Fields” i „St. Bernard”, są odzwierciedleniem ulic i dzielnic, które miały wpływ na życie Arceneaux i Petrou.
Suicideboys wykorzystuje sample z piosenek grupy muzycznej Three 6 Mafia a także wokale osób do niej przynależących w celu uzyskania efektu phonk. Chociaż użycie dźwięków Three 6 Mafia spotkało się z zastrzeżeniami niektórych jej byłych członków, szczególnie raperki Gangsta Boo, zostało ono przyjęte przez innych np. jej członka i założyciela - Juicy J. Wypowiadał się on na temat swojego wsparcia i mentoringu Suicideboys, po czasie zatrudnił duet do wyprodukowania beatów do swoich mixtape'ów Highly Intoxicated i ShutDaF * kUp, na których pojawili się tacy artyści jak ASAP Rocky, Cardi B, Wiz Khalifa i XXXTentacion.
Duża część muzyki Suicideboys skupia się na depresji i jej skutkach, co nie jest często spotykane w mainstreamowym hip hopie; Arceneaux rozwinął to w wywiadzie dla Mass Appeal, stwierdzając: „Wiele osób traktuje to jako emo, depresyjną lub negatywną muzykę… tak naprawdę to po prostu łączy (ludzi). To terapia poprzez muzykę”.
Nie biorąc pod uwagę okazjonalnych gościnnych producentów muzycznych i korzystania z zakupionych pętli instrumentalnych, cała dyskografia Suicideboys jest tworzona samodzielnie, głównie przez Arceneauxa pod jego pseudonimem Budd Dwyer (hołd dla byłego polityka o imieniu R. Budd Dwyer, który popełnił samobójstwo na żywo w telewizji). Arceneaux wyprodukował utwory dla wielu artystów, w tym dla Denzel Curry'ego, Bones i Juicy J.

## Dyskografia

### Albumy
| Tytuł                                  | Szczegóły | Szczytowe pozycje na listach przebojów | Szczytowe pozycje na listach przebojów | Szczytowe pozycje na listach przebojów | Szczytowe pozycje na listach przebojów | Szczytowe pozycje na listach przebojów | Szczytowe pozycje na listach przebojów | Szczytowe pozycje na listach przebojów | Szczytowe pozycje na listach przebojów | Szczytowe pozycje na listach przebojów | Sprzedano  |
| Tytuł                                  | Szczegóły | USA                                    | AUS                                    | BEL                                    | KAN                                    | FIN                                    | DEU                                    | NLD                                    | NZL                                    | CHE                                    | Sprzedano  |
| -------------------------------------- | --- | -------------------------------------- | -------------------------------------- | -------------------------------------- | -------------------------------------- | -------------------------------------- | -------------------------------------- | -------------------------------------- | -------------------------------------- | -------------------------------------- | ---------- |
| I Want to Die in New Orleans           | - Wydano: 7 września, 2018 - Wytwórnia: G*59 Records - Format: Pobrania internetowe, streamingi, winyle, kasety | 9                                      | 10                                     | 44                                     | 26                                     | 6                                      | 89                                     | 74                                     | 15                                     | 87                                     | US: 31,000 |
| Stop Staring at the Shadows            | - Wydano: 14 lutego, 2020 - Wytwórnia: G*59 Records - Format: Pobrania internetowe, streamingi                  | 30                                     | —                                      | 81                                     | 53                                     | 18                                     | 82                                     | —                                      | 22                                     | 75                                     | US 18,300  |
| The Long Term Effects of SUFFERING     | - Wydano: 13 sierpnia, 2021 - Wytwórnia: G*59 Records - Format: Pobrania internetowe, streamingi, CD, winyle    | 7                                      | 18                                     | 76                                     | 26                                     | 12                                     | 61                                     | —                                      | 8                                      | 29                                     |            |
| Sing Me a Lullaby, My Sweet Temptation | - Wydano: 29 lipca, 2022 - Wytwórnia: G*59 Records - Format: Pobrania internetowe, streaming, winyle            | 7                                      | 42                                     | 158                                    | 26                                     | 14                                     | 47                                     | —                                      | 6                                      | 51                                     |            |
| New World Depression                   | |                                        |                                        |                                        |                                        |                                        |                                        |                                        |                                        |                                        |            |

### Kompilacje
| Tytuł                                                           | Szczegóły                                                                                       | Szczytowe pozycje na listach przebojów | Szczytowe pozycje na listach przebojów |
| Tytuł                                                           | Szczegóły                                                                                       | US Heat                                | FIN                                    |
| --------------------------------------------------------------- | ----------------------------------------------------------------------------------------------- | -------------------------------------- | -------------------------------------- |
| Songsthatwewontgetsuedforbutattheendofthedayweallgonnadieanyway | - Wydano: 8 września, 2016 - Wytwórnia: G*59 Records - Format: Pobrania internetowe, Streamingi | 23                                     | 21                                     |

### Notowane EP'ki
| Tytuł           | Szczegóły                                                          | Szczytowe pozycje na listach przebojów | Szczytowe pozycje na listach przebojów | Szczytowe pozycje na listach przebojów |
| Tytuł           | Szczegóły                                                          | US R&B/HH                              | US Ind.                                | US Heat                                |
| --------------- | ------------------------------------------------------------------ | -------------------------------------- | -------------------------------------- | -------------------------------------- |
| Radical $uicide | - Released: July 22, 2016 - Label: G*59 - Format: Digital download | 17                                     | 20                                     | 5                                      |

### EP'ki

#### 2014
- Kill Your$elf Part I: The $uicide $aga
- Kill Your$elf Part II: The Black $uede $aga
- Kill Your$elf Part III: The Budd Dwyer $aga
- Kill Your$elf Part IV: The Trill Clinton $aga
- Kill Your$elf Part V: The Fuck Bitche$, Get Death $aga
- Kill Your$elf Part VI: The T$unami $aga
- Kill Your$elf Part VII: The Fuck God $aga

#### 2015
- Kill Your$elf Part VIII: The $eppuku $aga
- Kill Your$elf Part IX: The $oul$eek $aga
- Kill Your$elf Part X: The Re$urrection $aga
- Black $uicide (z: Black Smurf)
- Black $uicide Side B: $uicide Hustle (z: Black Smurf)
- G.R.E.Y.G.O.D.S. (z: Ramirez)
- Grey Sheep
- I No Longer Fear the Razor Guarding My Heel
- Black $uicide Side C: The Seventh Seal (z: Black Smurf)
- $outh $ide $uicide (z: Pouya)
- I No Longer Fear the Razor Guarding My Heel (II)
- G.R.E.Y.G.O.D.S.I.I. (z: Ramirez)

#### 2016
- DIRTYNASTY$UICIDE (z: Germ)
- Grey Sheep II
- I No Longer Fear the Razor Guarding My Heel (III)

#### 2017
- DIRTIERNASTIER$UICIDE (z: Germ)
- Kill Yourself Part XI: The Kingdom Come Saga
- Kill Yourself Part XII: The Dark Glacier Saga
- Kill Yourself Part XIII: The Atlantis Saga
- Kill Yourself Part XIV: The Vulture Saga
- Kill Yourself Part XV: The Coast of Ashes Saga
- Kill Yourself Part XVI: The Faded Stains Saga
- Kill Yourself Part XVII: The Suburban Sacrifice Saga
- Kill Yourself Part XVIII: The Fall of Idols Saga
- Kill Yourself Part XIX: The Deep End Saga
- Kill Yourself Part XX: The Infinity Saga

#### 2019
- Live Fast, Die Whenever (z: Travis Barker)

2023
- SHAMELES $UICIDE (z: Shakewell)
- YIN YANG TAPES: Spring Season (1989 - 1990)
- YIN YANG TAPES: Summer Season (1989 - 1990)
- YIN YANG TAPES: Fall Season (1989 - 1990)
- YIN YANG TAPES: Winter Season (1989 - 1990)

### Mixtape'y
- Gray/Grey (2015)
- 7th or St. Tammany (2015)
- YUNGDEATHLILLIFE (2015)
- High Tide in the Snake's Nest (2015)
- My Liver Will Handle What My Heart Can't (2015)
- Now the Moon's Rising (2015)
- Dark Side of the Clouds (2016)
- Eternal Grey (2016)
- Stop Staring at the Shadows (2020)

### Single
| Tytuł                                                | Rok  | Certyfikaty           | Album                                                           |
| ---------------------------------------------------- | ---- | --------------------- | --------------------------------------------------------------- |
| "Runnin' Thru the 7th With My Woadies"               | 2015 | RIAA: Złota płyta     | $outh $ide $uicide                                              |
| "Kill Yourself (Part III)"                           | 2015 | RIAA: Złota płyta     | My Liver Will Handle What My Heart Can't                        |
| "Paris"                                              | 2015 | RIAA: Złota płyta     | Now The Moon's Rising                                           |
| "Fuckthepopulation"                                  | 2016 | —                     | Songsthatwewontgetsuedforbutattheendofthedayweallgonnadieanyway |
| "For the Last Time"                                  | 2017 | —                     | Kill Yourself Part XX: The Infinity Saga                        |
| "2nd Hand"                                           | 2017 | RIAA: Złota płyta     | Kill Yourself Part XII: The Dark Glacier Saga                   |
| "Fuckallofyou2k18"                                   | 2018 | —                     | —                                                               |
| "Either Hated Or Ignored"                            | 2018 | —                     | —                                                               |
| "Carrollton"                                         | 2018 | RIAA: Złota płyta     | I Want to Die in New Orleans                                    |
| "Meet Mr. Niceguy"                                   | 2018 | —                     | I Want to Die in New Orleans                                    |
| "Hung Up on the Come Up"                             | 2018 | —                     | —                                                               |
| "Scrape"                                             | 2018 | —                     | —                                                               |
| "Nothingleftnothingleft"                             | 2019 | —                     | Live Fast, Die Whenever                                         |
| "Aliens Are Ghosts"                                  | 2019 | —                     | Live Fast, Die Whenever                                         |
| "Scope Set"                                          | 2020 | —                     | Stop Staring at the Shadows                                     |
| "Fuck Your Culture"                                  | 2020 | —                     | Stop Staring at the Shadows                                     |
| "...And to Those I Love, Thanks for Sticking Around" | 2020 | RIAA: Platynowa płyta | Stop Staring at the Shadows                                     |
| "NEW PROFILE PIC"                                    | 2021 |                       | The Long Term Effects of SUFFERING                              |
| "Avalon"                                             | 2021 |                       | The Long Term Effects of SUFFERING                              |
| ''Materialism as a Means to an End''                 | 2021 |                       | The Long Term Effects of SUFFERING                              |
| ''The Evil That Men Do''                             | 2022 |                       | Sing Me a Lullaby, My Sweet Temptation                          |
| ''Escape from Babylon''                              | 2022 |                       | Sing Me a Lullaby, My Sweet Temptation                          |
| ''My Swisher Sweet, but My Sig Sauer''               | 2022 |                       | DirtiestNastiest$uicide                                         |
| "Big Shot Cream Soda"                                | 2023 |                       | SHAMELESS $UICIDE                                               |
| "Datura"                                             | 2023 |                       | FAST X (Original Motion Picture Soundtrack)                     |
| "I No Longer Fear The Razor Guarding My Heel (V)"    | 2023 |                       | —                                                               |

### Inne notowane piosenki
| Tytuł                                                | Rok  | Szczytowe pozycje na listach przebojów | Szczytowe pozycje na listach przebojów | Album                                  |
| Tytuł                                                | Rok  | US                                     | NZL                                    | Album                                  |
| ---------------------------------------------------- | ---- | -------------------------------------- | -------------------------------------- | -------------------------------------- |
| "All Dogs Go to Heaven"                              | 2020 | —                                      | 26                                     | Stop Staring at the Shadows            |
| "Putrid Pride"                                       | 2020 | —                                      | 32                                     | Stop Staring at the Shadows            |
| "That Just Isn't Empirically Possible"               | 2020 | —                                      | 34                                     | Stop Staring at the Shadows            |
| "...And to Those I Love, Thanks for Sticking Around" | 2020 | 25                                     | 35                                     | Stop Staring at the Shadows            |
| "Avalon"                                             | 2021 | —                                      | 15                                     | The Long Term Effects of SUFFERING     |
| "Matte Black"                                        | 2022 | —                                      | 10                                     | Sing Me a Lullaby, My Sweet Temptation |
| "Fucking Your Culture"                               | 2022 | —                                      | 18                                     | Sing Me a Lullaby, My Sweet Temptation |
| "1000 Blunts"                                        | 2022 | —                                      | 12                                     | Sing Me a Lullaby, My Sweet Temptation |
| "My Swisher Sweet, but My Sig Sauer" (z Germ)        | 2022 | —                                      | 15                                     | DirtiestNastiest$uicide                |

### Występy gościnne
| Tytuł                    | Rok  | Inni wykonawcy                                 | Album                              |
| ------------------------ | ---- | ---------------------------------------------- | ---------------------------------- |
| "Soul"                   | 2014 | Chetta                                         | Diary of a Felon                   |
| "Cult II"                | 2014 | Queen Michael                                  | —                                  |
| "$uicideWave"            | 2014 | XtheDolphin                                    | —                                  |
| "Hotline"                | 2015 | IZREAL                                         | —                                  |
| "G Double O D"           | 2015 | Swag Toof                                      | FOE                                |
| "Dark Cry$tal"           | 2015 | Noah23                                         | Peacock Angel                      |
| "666House"               | 2015 | Mike Good                                      | —                                  |
| "The Invocation"         | 2015 | Wavy Jone$                                     | Beyond the Black Rainbow           |
| "Psychedelic $uicide"    | 2015 | Trez                                           | —                                  |
| "Hatred"                 | 2015 | Smug Mang                                      | Lil Gwoupo                         |
| "Seppuku"                | 2015 | Ghostemane, JGrxxn                             | For the Aspiring Occultist         |
| "Polluted Paradise"      | 2015 | Chetta                                         | Polluted Paradise                  |
| "Avant Garde"            | 2015 | JGrxxn, Rozz Dyliams                           | LILBOXCHEVYMANE                    |
| "Avant Garde II"         | 2015 | JGrxxn, Ramirez                                | Ra                                 |
| "Make Your Own Way"      | 2015 | Supa Sortahuman                                | HATE HATE                          |
| "Dipped In Gold"         | 2015 | B.C. tha Hybrid                                | —                                  |
| "Sarcophagus II"         | 2015 | Ramirez                                        | Meet Me Where the River Turns Grey |
| "Guillotine"             | 2016 | CP97                                           | —                                  |
| "Check"                  | 2016 | EndyEnds                                       | —                                  |
| "Fuck Y'all Hoes"        | 2016 | Germ                                           | Bad Shit                           |
| "Chamber"                | 2016 | Mikey the Magician                             | Manifest                           |
| "But Wait, There's More" | 2016 | Pouya                                          | Underground Underdog               |
| "Fat Hoes"               | 2016 | Pouya, SDotBraddy, Germ                        | Underground Underdog               |
| "Agora"                  | 2016 | Yung Dori, Crackhead Jynn                      | SUSPECT                            |
| "2 Hot 4 U"              | 2016 | Fat Nick                                       | When the Lean Runs Out             |
| "TTYL" (Remix)           | 2016 | Fat Nick, Pouya, Sir Michael Rocks, Robb Banks | When the Lean Runs Out             |
| "I Can't Fold"           | 2016 | Wifisfuneral                                   | Black Heart Revenge                |
| "2 High"                 | 2016 | Getter                                         | Wat the Frick                      |
| "Depraved $uicide"       | 2016 | Yung Dori                                      | —                                  |
| "666 Below"              | 2017 | Kold-Blooded                                   | FaceKloud 1.0                      |
| "Rukus"                  | 2017 | Germ                                           | Bad Shit (Bootleg)                 |
| "Suicide Bay"            | 2017 | Mitchell Bay                                   | —                                  |
| "Grey Gods"              | 2017 | Ramirez                                        | The Grey Gorilla                   |
| "As the Bridges Burn"    | 2017 | Craig Xen                                      | —                                  |
| "Freaky"                 | 2017 | Juicy J, A$AP Rocky                            | Highly Intoxicated                 |
| "Joan of Arc"            | 2018 | Night Lovell                                   | Goodnight Lovell                   |
| "Cutthroat Smile"        | 2018 | Bexey                                          | —                                  |
| "Awkward Car Drive"      | 2019 | Germ                                           | Germ Has a Deathwish               |
| "Zuccenberg"             | 2021 | Tommy Cash, Diplo                              | MoneySutra                         |